# Lista de campeãs do carnaval de São Paulo - Grupos da UESP
Esta é uma lista de escolas de samba campeãs dos grupo administrados pela UESP.

## Grupo Especial de Bairros da UESP
| Ano  | Escola Campeã | Enredo | Carnavalesco-Comissão de Carnaval                                                                                      |       |
| ---- | --- | --- | --- | ----- |
| 1977 | Aristocratas do Tucuruvi † (1)                                                                                         | O Boi das Aspas de Ouro | Comissão de Carnaval                                                                                                   |       |
| 1978 | Acadêmicos do Tucuruvi (1)                                                                                             | Sonho de Carnaval | Talismã |       |
| 1979 | Levanta Poeira † (1)                                                                                                   | Dorival Caymmi | Comissão de Carnaval                                                                                                   |       |
| 1980 | Estrela de Prata † (1)                                                                                                 | As Quatro Estações do Ano                                                                                                  | Comissão de Carnaval                                                                                                   |       |
| 1981 | Imperiais do Real Parque † (1)                                                                                         | Mundo Infantil | Comissão de Carnaval                                                                                                   |       |
| 1982 | Primeira da Aclimação (1)                                                                                              | O Mundo Maravilhoso do Circo                                                                                               | Comissão de Carnaval                                                                                                   |       |
| 1983 | Estrela de Prata † (2)                                                                                                 | Maravilhas da Natureza | Comissão de Carnaval                                                                                                   |       |
| 1984 | Leandro de Itaquera (1)                                                                                                | A Grande Ilusão do Carnaval                                                                                                | Lagrila e Neff Caldas                                                                                                  |       |
| 1985 | Imperatriz da Paulicéia (1)                                                                                            | O Amanhã Será Melhor | Comissão de Carnaval                                                                                                   |       |
| 1986 | X-9 Paulistana (1) | O Esplendor de Um Sonho | Vasco Ferrão |       |
| 1987 | Unidos de São Lucas (1)                                                                                                | Vitória-Régia, a Flor-Mulher!                                                                                              | Comissão de Carnaval                                                                                                   |       |
| 1988 | Acadêmicos do Ipiranga (1)                                                                                             | Um Dia de Festa no Quilombo                                                                                                | Comissão de Carnaval                                                                                                   |       |
| 1989 | Unidos de São Miguel (1)                                                                                               | Madrinha Vai-Vai | Comissão de Carnaval                                                                                                   |       |
| 1990 | Primeira da Aclimação (2)                                                                                              | Como Surgiram as Estrelas                                                                                                  | Comissão de Carnaval                                                                                                   |       |
| 1991 | Unidos de Guaianases (1)                                                                                               | Pequenos Grandes Homens | Comissão de Carnaval                                                                                                   |       |
| 1992 | Combinados de Sapopemba (1)                                                                                            | Inezita Barroso | Comissão de Carnaval                                                                                                   |       |
| 1993 | Morro da Casa Verde (1)                                                                                                | De Onde Vim, Para Onde Vou...Adivinha Quem Sou?                                                                            | Vitché |       |
| 1994 | Primeira do Itaim Paulista †(1)                                                                                        | Ossâim, O Bailar das Folhas                                                                                                | Comissão de Carnaval                                                                                                   |       |
| 1995 | União Independente da Zona Sul (1)                                                                                     | Um Sorriso Negro | Comissão de Carnaval                                                                                                   |       |
| 1996 | Acadêmicos do Tatuapé (1)                                                                                              | São Luiz do Maranhão, Sua História, Sua Arte                                                                               | Eduardo dos Santos |       |
| 1997 | Império de Casa Verde (1)                                                                                              | As Maravilhas do Circo | Euclides Moreira |       |
| 1998 | Unidos de Vila Maria (1)                                                                                               | Uma Viagem à Atlântida | Eduardo Félix |       |
| 1999 | Camisa 12 (1) | Uma Noite na Terra da Garoa                                                                                                | Cláudio e Malon |       |
| 2000 | So Vou Se Você For (1)                                                                                                 | A Estrela Dalva de Oliveira                                                                                                | Fábio Parra |       |
| 2001 | Mancha Verde (1) | A Busca da Paz no Axé dos Orixás                                                                                           | Virgílio Ramos |       |
| 2002 | Tradição da Zona Leste (1) Primeira da Aclimação (3)                                                                   | Isto é Itu - Berço da República do Brasil Um Canário que deixou Saudade - Armando da Mangueira                             | José Carlos Lisboa e Hernani Siqueira Mendes e Simonal                                                                 |       |
| 2003 | Passo de Ouro (1) | Um Grito de Preservação, O Verde da Paz                                                                                    | Bruno Rebouças |       |
| 2004 | Dragões da Real (1) | São Paulo Cosmopolita - A Cidade do Mundo                                                                                  | Comissão de Carnaval                                                                                                   |       |
| 2005 | Império Lapeano (1) | Música Entre Notas e Acordes, Gosto Não Se Discute                                                                         | Gilson Coelho |       |
| 2006 | Brinco da Marquesa (1)                                                                                                 | Orixás, Os Deuses Que Vieram da África                                                                                     | Mestre Batucada |       |
| 2007 | Portela da Zona Sul (1)                                                                                                | Água Fonte da Vida, Preservar Pra Não Faltar                                                                               | Douglas Amorim |       |
| 2008 | Estrela do Terceiro Milênio (1)                                                                                        | Feijoada, Das Sobras ao Prato Principal                                                                                    | Comissão de Carnaval                                                                                                   |       |
| 2009 | Dom Bosco (1) | Vou Caprichar! Vou Garantir! Dom Bosco Traz o Sorriso do Amazonas: A Fascinante Parintins                                  | Robson Silva |       |
| 2010 | Camisa 12 (2) | Um Centenário de Paixões. Parabéns Corinthians, Renascendo a cada dia, mais vivo do que nunca                              | Ricardo Reis |       |
| 2011 | Unidos de Santa Bárbara (1)                                                                                            | Mulheres que vão à luta. Deusas do Samba, Divas do Meu Carnaval!                                                           | Anderson Paulino |       |
| 2012 | Camisa 12 (3) | Menino, Cacique, Cardeal...Um Sambista Imortal. Alberto Alves da Silva, Seo Nenê, Eternamente em nossos Corações!          | Ricardo Reis |       |
| 2013 | Independente Tricolor (1)                                                                                              | No Carnaval da Alegria, a Independente dá as Cartas: A Magia do Baralho no Tabuleiro da Vida                               | Fábio Gouveia |       |
| 2014 | Mocidade Unida da Mooca (1)                                                                                            | Carinhos como o Tema, Imortal como o Poema. Pixinguinha 40 Anos de Saudade!                                                | Rodrigo Cadete |       |
| 2015 | Tradição Albertinense (1)                                                                                              | Das Paixões que vem de dentro de um Coração Bobo, Bola e Balão... As Canções que o Povo Canta, Cantando Coisas do Meu Chão | Rômulo Camargos |       |
| 2016 | Mocidade Unida da Mooca (2)                                                                                            | Carmen Miranda - Made in Brazil                                                                                            | Fábio Giampietro e Geuves Correia                                                                                      |       |
| 2017 | Camisa 12 (4) | Boêmio Paulistano, Salve Adoniran Sambista Corinthiano                                                                     | Eduardo Caetano |       |
| 2018 | Primeira da Cidade Líder (1)                                                                                           | O Milagre do Sertão | Comissão de Carnaval                                                                                                   |       |
| 2019 | Flor da Vila Dalila (1)                                                                                                | Em Busca do Ouro e da Sabedoria                                                                                            | Mauro Xuxa |       |
| 2020 | Brinco da Marquesa (2)                                                                                                 | Oxalá Criou o Mundo e deu ao Mundo Civilizações...                                                                         | Carlos Marques |       |
| 2021 | Inicialmente adiados para o mês de julho, os desfiles do Carnaval 2021 foram cancelados devido a pandemia de Covid-19. | Inicialmente adiados para o mês de julho, os desfiles do Carnaval 2021 foram cancelados devido a pandemia de Covid-19.     | Inicialmente adiados para o mês de julho, os desfiles do Carnaval 2021 foram cancelados devido a pandemia de Covid-19. | [ 2 ] |
| 2022 | Imperatriz da Paulicéia (2)                                                                                            | Ilú Obá de Min - Mãos femininas que tocam tambor!                                                                          | Pedro Alexandre (Magoo)                                                                                                |       |
| 2023 | Unidos de São Lucas (2)                                                                                                | Jongo | Felipe Milanes |       |
| 2024 | Brinco da Marquesa (3)                                                                                                 | Entre sonhos e pesadelos, a Marquesa viaja pelo Reino de Morfeu                                                            | Comissão de Carnaval                                                                                                   |       |

## Títulos por escola
| Escola                         | Títulos | Anos                   |
| ------------------------------ | ------- | ---------------------- |
| Camisa 12                      | 4       | 1999, 2010, 2012, 2017 |
| Primeira da Aclimação          | 3       | 1982, 1990, 2002       |
| Brinco da Marquesa             | 3       | 2006, 2020, 2024       |
| Estrela de Prata †             | 2       | 1980, 1983             |
| Mocidade Unida da Mooca        | 2       | 2014, 2016             |
| Imperatriz da Paulicéia        | 2       | 1985, 2022             |
| Unidos de São Lucas            | 2       | 1987, 2023             |
| Aristocratas do Tucuruvi †     | 1       | 1977                   |
| Acadêmicos do Tucuruvi         | 1       | 1978                   |
| Levanta Poeira †               | 1       | 1979                   |
| Imperiais do Real Parque †     | 1       | 1981                   |
| Leandro de Itaquera            | 1       | 1984                   |
| X-9 Paulistana                 | 1       | 1986                   |
| Acadêmicos do Ipiranga         | 1       | 1988                   |
| Unidos de São Miguel           | 1       | 1989                   |
| Unidos de Guaianases           | 1       | 1991                   |
| Combinados de Sapopemba        | 1       | 1992                   |
| Morro da Casa Verde            | 1       | 1993                   |
| Primeira do Itaim Paulista     | 1       | 1994                   |
| União Independente da Zona Sul | 1       | 1995                   |
| Acadêmicos do Tautapé          | 1       | 1996                   |
| Império de Casa Verde          | 1       | 1997                   |
| Unidos de Vila Maria           | 1       | 1998                   |
| Só Vou Se Você For             | 1       | 2000                   |
| Mancha Verde                   | 1       | 2001                   |
| Tradição da Zona Leste         | 1       | 2002                   |
| Passo de Ouro                  | 1       | 2003                   |
| Dragões da Real                | 1       | 2004                   |
| Império Lapeano                | 1       | 2005                   |
| Portela da Zona Sul            | 1       | 2007                   |
| Estrela do Terceiro Milênio    | 1       | 2008                   |
| Dom Bosco                      | 1       | 2009                   |
| Unidos de Santa Bárbara        | 1       | 2011                   |
| Independente Tricolor          | 1       | 2013                   |
| Tradição Albertinense          | 1       | 2015                   |
| Primeira da Cidade Líder       | 1       | 2018                   |
| Flor da Vila Dalila            | 1       | 2019                   |

## Grupo de Acesso 1 de Bairros da UESP
| Ano  | Escola Campeã | Enredo | Carnavalesco-Comissão de Carnaval                                                                                      |       |
| ---- | --- | --- | --- | ----- |
| 1988 | Flor da Penha † (1) | Penha, bairro de glórias | Comissão de Carnaval                                                                                                   |       |
| 1989 | Unidos do Jaguaré † (1)                                                                                                | Cana de Açúcar | Comissão de Carnaval                                                                                                   |       |
| 1990 | Unidos de Guaianases (1)                                                                                               | Luiz Lua Gonzaga, o Astro Rei do Sertão | Comissão de Carnaval                                                                                                   |       |
| 1991 | Mocidade Unida da Mooca (1)                                                                                            | A Arca de Noé | Comissão de Carnaval                                                                                                   |       |
| 1992 | Os Bambas (1) | Os Grandes Poetas | Comissão de Carnaval                                                                                                   |       |
| 1993 | Acadêmicos do Tatuapé (1)                                                                                              | O Sonho de Voar | Comissão de Carnaval                                                                                                   |       |
| 1994 | Brinco da Marquesa (1)                                                                                                 | Circo, O Teatro da Ilusão | Comissão de Carnaval                                                                                                   |       |
| 1995 | Iracema Meu Grande Amor (1)                                                                                            | Nelson Gonçalves (O Cantor das Multidões) - A Boemia Também Mora no Iracema                                                                   | Comissão de Carnaval                                                                                                   |       |
| 1996 | Império de Casa Verde (1)                                                                                              | Brasil, Um País com Nome de Tinta | Raul Diniz |       |
| 1997 | Unidos do Vale Encantado (1)                                                                                           | Ilha da Magia | Comissão de Carnaval                                                                                                   |       |
| 1998 | Só Vou Se Você For (1) Tradição da Zona Leste (1)                                                                      | Clara Guerreira Brasil Exportação (É Preciso Acreditar)                                                                                       | Fábio Parra Comissão de Carnaval                                                                                       |       |
| 1999 | Estação Invernada (1) Estação Primeira do Itaim † (1) Mocidade Unida da Mooca (2) São Paulo Zona Sul † (1)             | Luiz Gonzaga, O Rei do Baião A Magia do Samba Rei é Rei Só Tem Muamba                                                                         | Comissão de Carnaval Comissão de Carnaval                                                                              |       |
| 2000 | Lavapés Pirata Negro (1) Unidos de Guaianases (2)                                                                      | Da Pena de Caminha...Nasce o Brasil Feliz Aniversário Brasil                                                                                  | Comissão de Carnaval Comissão de Carnaval                                                                              |       |
| 2001 | Primeira da Aclimação (1) Tradição da Zona Leste † (2)                                                                 | Geraldo, Um Filme de Glorias São Paulo, Terra de Todas as Raças                                                                               | Rose Garcia Serginho do Morro                                                                                          |       |
| 2002 | Paraíso do Samba † (1) Unidos de Guaianases (3)                                                                        | Mulheres com "H" Que Atravessaram o Século Um Clamor de Justiça sob os Olhos de Xangô                                                         | Comissão de Carnaval Comissão de Carnaval                                                                              |       |
| 2003 | Dragões da Real (1) Príncipe Negro (1)                                                                                 | O Brilho de Todas as Estrelas A Receita da Sorte e Proteção                                                                                   | Renato Julieta da Silva Vieira                                                                                         |       |
| 2004 | Estação Invernada (2) Torcida Jovem (1)                                                                                | São Paulo nos Trilhos da Estação de Aço é um Eldorado de Encantos Torcida Jovem é Aricanduva, Terra de Um Povo Guerreiro, Sonhador e Sambista | Comissão de Carnaval Anderson Paulino                                                                                  |       |
| 2005 | Portela da Zona Sul (1) Primeira da Cidade Líder (1)                                                                   | Quando o Manto Negro Desce Ecologia - O Ecossistema Abalado pela Devastação                                                                   | Douglas Amorin Jorge Henrique                                                                                          |       |
| 2006 | Unidos de São Miguel (1)                                                                                               | Brincadeira de Criança | Comissão de Carnaval                                                                                                   |       |
| 2007 | Estrela do Terceiro Milênio (1)                                                                                        | Guarapiranga 100 Anos | Comissão de Carnaval                                                                                                   |       |
| 2008 | Dom Bosco (1) | Brasil, Um Jardim de Rosas Negras | Róbson Silva |       |
| 2009 | União de Vila Albertina (1)                                                                                            | Da Riqueza do Metal, A União faz Seu Carnaval                                                                                                 | Comissão de Carnaval                                                                                                   |       |
| 2010 | Unidos de Santa Bárbara (1)                                                                                            | Kosi Ewe - Salve as Folhas | Anderson Paulino |       |
| 2011 | Colorado do Brás (1)                                                                                                   | Deu a Louca no Planeta | Danilo Dantas |       |
| 2012 | Amizade Zona Leste (1)                                                                                                 | Candomblé | Comissão de Carnaval                                                                                                   |       |
| 2013 | Folha Verde (1) | Angola - O Reino das Iabas que Reflete Uma África Popular                                                                                     | Comissão de Carnaval                                                                                                   |       |
| 2014 | União Independente da Zona Sul (1)                                                                                     | Com Fé e Samba no Pé, Acredite se Quiser! | Célia Bonifácio |       |
| 2015 | Boêmios da Vila (1) | Batam Palmas que o Cortejo vai Passar! | J. Ivo Brasil |       |
| 2016 | Brinco da Marquesa (2)                                                                                                 | A Marquesa nos Mistérios e Magias da Floresta                                                                                                 | Ednei Pedro Mariano |       |
| 2017 | Acadêmicos do Ipiranga (1)                                                                                             | No Arco íris da ilusão | Pedrinho Pinotti |       |
| 2018 | Imperatriz da Sul (1)                                                                                                  | Africanidade! Seu Gingado, Minha Dança...Seu Batuque, Minha Batucada                                                                          | Douglas Campos |       |
| 2019 | Unidos de Guaianases (4)                                                                                               | Guaianases exalta seu pavilhão e vem mostrar que não se vive sem bandeiras                                                                    | Lynno Brandão |       |
| 2020 | Imperatriz da Paulicéia (1)                                                                                            | Sua Majestade, a Coroa! | Magoo |       |
| 2021 | Inicialmente adiados para o mês de julho, os desfiles do Carnaval 2021 foram cancelados devido a pandemia de Covid-19. | Inicialmente adiados para o mês de julho, os desfiles do Carnaval 2021 foram cancelados devido a pandemia de Covid-19.                        | Inicialmente adiados para o mês de julho, os desfiles do Carnaval 2021 foram cancelados devido a pandemia de Covid-19. | [ 2 ] |
| 2022 | Unidos de São Lucas (1)                                                                                                | De Vila Esperança ao centenário do Águia da Central... Seo Nenê o Baluarte do Samba, São Lucas 40 anos                                        | Comissão de Carnaval                                                                                                   |       |
| 2023 | Isso Memo (1) | Recordar é viver | |       |
| 2024 | Saudosa Maloca (1) | Afar, a grande travessia africana | Vagner Cavalcante |       |

## Títulos por escola
| Escola                         | Títulos | Anos                   |
| ------------------------------ | ------- | ---------------------- |
| Unidos de Guaianases           | 4       | 1990, 2000, 2002, 2019 |
| Mocidade Unida da Mooca        | 2       | 1991, 1999             |
| Brinco da Marquesa             | 2       | 1994, 2016             |
| Tradição da Zona Leste †       | 2       | 1998, 2001             |
| Estação Invernada              | 2       | 1999, 2004             |
| Flor da Penha †                | 1       | 1988                   |
| Unidos do Jaguaré †            | 1       | 1989                   |
| Os Bambas                      | 1       | 1992                   |
| Acadêmicos do Tatuapé          | 1       | 1993                   |
| Iracema Meu Grande Amor        | 1       | 1995                   |
| Império de Casa Verde          | 1       | 1996                   |
| Unidos do Vale Encantado       | 1       | 1997                   |
| Só Vou Se Você For             | 1       | 1998                   |
| Estação Primeira do Itaim †    | 1       | 1999                   |
| São Paulo Zona Sul †           | 1       | 1999                   |
| Lavapés Pirata Negro           | 1       | 2000                   |
| Primeira da Aclimação          | 1       | 2001                   |
| Paraíso do Samba †             | 1       | 2002                   |
| Dragões da Real                | 1       | 2003                   |
| Príncipe Negro                 | 1       | 2003                   |
| Torcida Jovem                  | 1       | 2004                   |
| Primeira da Cidade Líder       | 1       | 2005                   |
| Portela da Zona Sul            | 1       | 2005                   |
| Unidos de São Miguel           | 1       | 2006                   |
| Estrela do Terceiro Milênio    | 1       | 2007                   |
| Dom Bosco                      | 1       | 2008                   |
| União da Vila Albertina        | 1       | 2009                   |
| Unidos de Santa Bárbara        | 1       | 2010                   |
| Colorado do Brás               | 1       | 2011                   |
| Amizade Zona Leste             | 1       | 2012                   |
| Folha Verde                    | 1       | 2013                   |
| União Independente da Zona Sul | 1       | 2014                   |
| Boêmios da Vila                | 1       | 2015                   |
| Acadêmicos do Ipiranga         | 1       | 2017                   |
| Imperatriz da Sul              | 1       | 2018                   |
| Imperatriz da Paulicéia        | 1       | 2020                   |
| Unidos de São Lucas            | 1       | 2022                   |
| Isso Memo                      | 1       | 2023                   |
| Saudosa Maloca                 | 1       | 2024                   |

## Grupo de Acesso 2 de Bairros da UESP
| Ano  | Escola Campeã | Enredo | Carnavalesco-Comissão de Carnaval                                                                                      |       |
| ---- | --- | --- | --- | ----- |
| 2010 | Independente Tricolor (1)                                                                                              | São Paulo, Hábitos e Tradições                                                                                         | Comissão de Carnaval                                                                                                   |       |
| 2011 | Amizade Zona Leste (1)                                                                                                 | Num Manga Deu Dotô | Comissão de Carnaval                                                                                                   |       |
| 2012 | Acadêmicos de São Jorge (1)                                                                                            | Respeitável Público, o Circo Chegou!                                                                                   | Ricardo Reis |       |
| 2013 | Explosão da Zona Norte (1)                                                                                             | Da Terra Seca do Sertão à Realieza                                                                                     | Comissão de Carnaval                                                                                                   |       |
| 2014 | Imperatriz da Sul (1)                                                                                                  | O Ministério da Fofoca Adverte: Fofoca Boa é Divulgação!                                                               | Celso Renato Teixeira                                                                                                  |       |
| 2015 | Lavapés Pirata Negro (1)                                                                                               | Eu Vendo, Você Compra. Nas Feiras Tudo Se Encontra!                                                                    | Horácio Rabaça |       |
| 2016 | Em Cima da Hora Paulistana (1)                                                                                         | Nas Asas da Coruja do Samba, Gabi e Vivi...Bailando Como o Voo das Borboletas...História Viva do Carnaval!             | Carlos Alberto |       |
| 2017 | Raízes do Samba (1) | Primavera - A Estação da Vida                                                                                          | Comissão de Carnaval                                                                                                   |       |
| 2018 | Unidos de Guaianases (1)                                                                                               | Guaianases Vai à Feira e Faz a Festa                                                                                   | Lynno Brandão |       |
| 2019 | Imperatriz da Paulicéia (1)                                                                                            | Para sempre hei de te amar… 70 anos de Nenê de Vila Matilde                                                            | Pedro Alexandre (Magoo)                                                                                                |       |
| 2020 | Lavapés Pirata Negro (2)                                                                                               | O Mundo a partir da África e o Tambor que faz a Gira Girar                                                             | Hernane Siqueira |       |
| 2021 | Inicialmente adiados para o mês de julho, os desfiles do Carnaval 2021 foram cancelados devido a pandemia de Covid-19. | Inicialmente adiados para o mês de julho, os desfiles do Carnaval 2021 foram cancelados devido a pandemia de Covid-19. | Inicialmente adiados para o mês de julho, os desfiles do Carnaval 2021 foram cancelados devido a pandemia de Covid-19. | [ 2 ] |
| 2022 | Império Real (1) | Os olhos do rei coroaram Francisco como eterno Obá de Palmares                                                         | Comissão de Carnaval                                                                                                   |       |
| 2023 | Saudosa Maloca (1) | Amazônia - Lendas e encantos de um povo                                                                                | Vagner Cavalcanti |       |
| 2024 | Penha (1) | Quingoma | |       |

## Títulos por escola
| Escola                     | Títulos | Anos       |
| -------------------------- | ------- | ---------- |
| Lavapés Pirata Negro       | 2       | 2015, 2020 |
| Independente Tricolor      | 1       | 2010       |
| Amizade Zona Leste         | 1       | 2011       |
| Acadêmicos de São Jorge    | 1       | 2012       |
| Explosão da Zona Norte     | 1       | 2013       |
| Imperatriz da Sul          | 1       | 2014       |
| Em Cima da Hora Paulistana | 1       | 2016       |
| Raízes do Samba            | 1       | 2017       |
| Unidos de Guaianases       | 1       | 2018       |
| Imperatriz da Paulicéia    | 1       | 2019       |
| Império Real               | 1       | 2022       |
| Saudosa Maloca             | 1       | 2023       |
| Penha                      | 1       | 2024       |

## Grupo de Acesso 3 de Bairros da UESP
| Ano  | Escola Campeã | Enredo | Carnavalesco-Comissão de Carnaval                                                                                      |       |
| ---- | --- | --- | --- | ----- |
| 2020 | Saudosa Maloca (1) | Com diversidade, cultura e alegria! Pelos Continentes a Saudosa leva o Samba que contagia                              | Jéssica Costa |       |
| 2021 | Inicialmente adiados para o mês de julho, os desfiles do Carnaval 2021 foram cancelados devido a pandemia de Covid-19. | Inicialmente adiados para o mês de julho, os desfiles do Carnaval 2021 foram cancelados devido a pandemia de Covid-19. | Inicialmente adiados para o mês de julho, os desfiles do Carnaval 2021 foram cancelados devido a pandemia de Covid-19. | [ 2 ] |
| 2022 | Filhos da Santa (1) | Osvaldinho da Cuíca: Uma estrela no samba!                                                                             | |       |
| 2023 | Oba Oba (1) | Uma breve história do Céu                                                                                              | |       |
| 2024 | Cacique do Parque (1)                                                                                                  | O que a Bahia tem? Vem, o Cacique vai te mostrar!                                                                      | |       |

## Blocos Especiais
- 1969 - Mocidade Alegre
- 1976 - Gaviões da Fiel
- 1977 - Gaviões da Fiel
- 1978 - Gaviões da Fiel
- 1979 - Gaviões da Fiel
- 1980 - Joia Rara †
- 1981 - Gaviões da Fiel
- 1982 - Gaviões da Fiel
- 1983 - Gaviões da Fiel
- 1984 - Gaviões da Fiel
- 1985 - Gaviões da Fiel
- 1986 - Gaviões da Fiel
- 1987 - Gaviões da Fiel
- 1988 - Gaviões da Fiel
- 1989 - Tirando Onda †
- 1990 - Torcida Jovem
- 1991 - Torcida Jovem
- 1992 - Tirando Onda †
- 1993 - Camisa 12
- 1994 - Tirando Onda †
- 1995 - Tirando Onda †
- 1996 - Torcida Jovem
- 1997 - Torcida Jovem
- 1998 - Mancha Verde
- 1999 - Camisa 12
- 2000 - Unidos de Santa Bárbara
- 2001 - Caprichosos do Piqueri
- 2002 - Caprichosos do Piqueri
- 2003 - Tirando Onda †
- 2004 - Vovó Bolão
- 2005 - Unidos do Guaraú
- 2006 - Unidos do Guaraú
- 2007 - Unidos de Santa Bárbara[3]
- 2008 - Unidos de Santa Bárbara
- 2009 - Vovó Bolão
- 2010 - Unidos do Guaraú
- 2011 - Não Empurra que é Pior
- 2012 - Chorões da Tia Gê
- 2013 - Chorões da Tia Gê
- 2014 - Pavilhão 9
- 2015 - Vovó Bolão[4]
- 2016 - Não Empurra Que é Pior[5]
- 2017 - Inajar de Souza
- 2018 - Caprichosos do Piqueri
- 2019 - Mocidade Amazonense
- 2020 - Pavilhão 9
- 2021 - Inicialmente adiados para o mês de julho, os desfiles do Carnaval 2021 foram cancelados devido a pandemia de Covid-19.
- 2022 - Garotos da Vila
- 2023 - Chorões da Tia Gê
- 2024 - Pavilhão 9

## Blocos de Acesso
- 1987 - Flor de Liz
- 1988 - Camisa 12
- 1989 - Imperiais Unidos da Vila Palmeira †
- 1990 - Águia Guerreira do Jaraguá †
- 1991 - Caprichosos do Piqueri
- 1992 - Não Empurra Que É Pior
- 1993 - Me Engana Que Eu Gosto
- 1994 - Pavilhão 9
- 1995 - Império de Guaianases †
- 1996 - Mocidade Independente da Zona Leste
- 1997 - Mancha Verde
- 1998 - Unidos do Guaraú
- 1999 - Raízes do Samba
- 2000 - Garotos da Vila
- 2001 - Unidos do Guaraú/ Mocidade Amazonense
- 2002 - Vovó Bolão/ Independente Tricolor
- 2003 - TUP/ Amizade Zona Leste
- 2004 - Me Engana Que Eu Gosto
- 2005 - Tirando Onda †
- 2006 - Garotos da Vila
- 2007 - Caprichosos do Piqueri
- 2008 - União da Trindade
- 2018 - Unidos do Palmares
- 2019 - Unidos do Guaraú
- 2020 - Unidos do Pé Grande
- 2021 - Inicialmente adiados para o mês de julho, os desfiles do Carnaval 2021 foram cancelados devido a pandemia de Covid-19.
- 2022 -  Não Empurra Que É Pior
- 2024 -  Não Empurra Que É Pior